# Kósa András (matematikus)
Kósa András (Celldömölk, 1932. január 7. –) matematikus, egyetemi tanár.

## Életpályája
Vasutas családba született. A három fiúgyermek között ő volt a legfiatalabb, mindhárman diplomások lettek. Az elemi iskolát Celldömölkön végezte, majd Szegedre a piarista gimnáziumba került, ahol azonban a háború miatt csak két évet végzett. A háború után iskolai lemaradását az újonnan létesített celldömölki gimnáziumban pótolta be.
Egyetemre Budapestre került 1950-ben, ahol magyar-történelem szakot szeretett volna tanulni, de végül a matematikán kötött ki. Korán kezdte a tanítást, hiszen másodévesen korában már gyakornokoskodott. Az egyetem utolsó évében már a Variációszámítás nevű tárgyat tanította. Ebből a témából doktorált 1959-ben.
1961–1983 között az Eötvös Loránd Tudományegyetem Természettudományi Karán volt tanszékvezető, az Analízis II. Tanszéken. 1988–1997 között a GATE (Gödöllői Agrártudományi Egyetem) Matematika és Számítástechnika Intézet igazgatója, tanszékvezető egyetemi tanár, 1997-től 2001-ig igazgatóhelyettes. 1993-tól 12 éven át az egyetemen működő Professzorok Tanácsának elnöke, 2002-től emeritus professzor. A Tehetségért Mozgalom egyesületnek első elnöke volt.
Több külföldi egyetemen volt vendégtanár: Rómában, Santiago de Chilében, Caracasban, Moszkvában. Több tudományos testületnek volt tagja, illetve vezetője.

## Munkássága
Kutatási területei: a variációszámítás, optimális folyamatok elmélete, differenciálegyenletek, matematikai rendszerelmélet, a matematika oktatásának módszertana. Több mint 35 tudományos közlemény, 40 egyetemi jegyzet, tankönyv, monográfia szerzője. Több könyvét nívódíjjal tüntették ki.

„Ízig-vérig lokálpatrióta, szülővárosához való ragaszkodása jellemző példájaként közreműködött az Öregdiákok Baráti Köre, majd később a Kemenesaljai Baráti Kör létrehozásában, melynek 2001-ig elnöke volt. (azóta tiszteletbeli elnök) Az ő elnökségéhez fűződik a kör által a helyi középiskolások tanulmányait támogató „Jónás Márton” tanulmányi pályázat, valamint egy tanulmányi ösztöndíj létrehozása is.”

– Celldömölk honlapja

### Könyvei
- Variációszámítás , Budapest, 1959, 1973
- Optimalizálási problémák. A Pontrjagin-féle maximum elv; MTA Számítástechnikai Központ, Bp., 1968 (Szemináriumi füzetek)
- Introducción al Cálculo Variacional y a la Teoria de Control Óptimo, Caracas, 1979
- Ismerkedés a matematikai analízissel, Budapest, 1981
- Variacionnoje iszcsiszlényije, Moszkva, 1983
- Matematikai analízis a középiskolában, Budapest, 1984, 1990
- Vírusok a matematikában, Budapest, 1994
- Introduction to Integral Calculus, Gödöllő, 1995
- Útban a felsőbb matematikához, Budapest, 1995
- Kezdeti lépések a felsőbb  matematikában. 1. Differenciálszámítás, Budapest, 2000
- Közönséges differenciálegyenletek, Gödöllő, 2007
- Kezdeti lépések a felsőbb  matematikában. 2. Integrálszámítás, Budapest, 2000
- Meglopott iskolák. Kósa András professzorral beszélget Benkei Ildikó; Kairosz, Bp., 2008 (Magyarnak lenni)
- Tankönyvek, szakkönyvek szerzőinek. Tapasztalatok, ajánlások , Budapest, 2009, 2010
- Értelmiségi körökben − Egy matematikaprofesszor feljegyzései, Budapest, 2010

### Társszerzős könyvei
- Optimumszámítási modellek , Budapest, 1979 (főszerkesztő)
- Analízis példatár , Budapest 1986 (szerzőtársak: Mezei István, Gyarmati Erzsébet)

## Kitüntetései
- 1988: Apáczai Csere János-díj
- 1996: Szent-Györgyi Albert-díj
- 2002: A Magyar Köztársasági Érdemrend középkeresztje
- 2009: Celldömölk díszpolgára
- 2020: A Magyar Kultúra Lovagja